# Antonio Pérez Alcocer
 Antonio Pérez Alcocer (Santiago de Querétaro, Querétaro, 4 de julio de 1900 - 16 de diciembre de 1990) Fue un político, profesor y filósofo mexicano. Es conocido por ser fundador de la Escuela de Filosofía de la Universidad Autónoma de Querétaro y ser Gobernador de Querétaro del 26 de septiembre al 1 de octubre de 1931.

## Biografía
Nació en Querétaro, Querétaro el 4 de julio de 1900, hijo de Antonio Pérez Arvizu y de Isabel Alcocer. Hizo sus estudios elementales (primaria y secundaria) en su ciudad natal. La Preparatoria en Colegio Civil de Querétaro.
Se trasladó a la Ciudad de México inscribiéndose en la Facultad de Jurisprudencia de la Universidad Nacional Autónoma de México. Fue alumno de Antonio Caso y amigo de Oswaldo Robles. Regresó a su ciudad natal ya terminada la carrera de Leyes y con el título de abogado y Ciencias Sociales por la UNAM en 1926. Enseñó clases en el Colegio Civil de derecho, historia de la filosofía, lógica y ética. Estudió en la Soborna y en Instituto Católico de París. Catedrático de la Introducción a la Filosofía en el Colegio Civil de Querétaro en 1943.

### Gobernador de Querétaro
Anaya molesto con Saturnino Osornio al ganar las elecciones en contra de José Guerra Alvarado partíó rumbo a la Ciudad de México dejó su cargo delegando en su secretario de Gobierno Licenciado Antonio Pérez Alcocer. Él fue quién el 1 de octubre entregó la documentación a Osornio.

### Fallecimiento
Falleció el 6 de diciembre de 1990, cuando tenía 90 años, en la Ciudad de Querétaro. Sus restos ahora figuran en el Panteón de los Queretanos Ilustres,

## Publicaciones
- Pérez Alcocer, Antonio (1971). Introducción histórica a la filosofía. México: Jus, México.
- Pérez Alcocer, Antonio (1981).  UAQ, ed. La estructura tomista del concreto y sus consecuencia. UAQ.
- Pérez Alcocer, Antonio (1990).  UAQ, ed. Esquema de lógica formal. Querétaro: UAQ.